# Phacelurus schliebenii
Phacelurus schliebenii là một loài thực vật có hoa trong họ Hòa thảo. Loài này được (Pilg.) Clayton miêu tả khoa học đầu tiên năm 1978.